# Ballady (album Oddziału Zamkniętego)
Ballady – kompilacyjny album zespołu Oddział Zamknięty, wydany w roku 1996.

## Lista utworów
1. „Obudź się” – 5:11
2. „Rzeka” – 5:59
3. „Czyjaś dziewczyna” – 5:24
4. „Ból” – 6:38
5. „Wierzę że moja bezsenność będzie twoja...” – 6:15
6. „Debiut” – 5:15
7. „Jesień” – 4:55
8. „Party” – 4:59
9. „Drzewa” – 4:53
10. „Świat rad” – 5:38
11. „Gdyby nie ty (akust.)” – 4:28